# Баландин, Александр Алексеевич
Бала́ндин Алекса́ндр Алексе́евич (1857—1919) — российский купец первой гильдии, золотопромышленник, почётный гражданин Енисейска.

## Биография
Родился в семье енисейских купцов. Отец Баландин, Алексей Софронович купец первой гильдии, дважды избирался городским головой Енисейска.
Окончил Красноярскую гимназию и физико-математический факультет Петербургского университета по специальности «геохимия». Получил учёную степень кандидата естественных наук. В Петербурге познакомился с Емельяновой Верой Арсеньевной. Их свадьба состоялась 1(13) сентября 1893 года. После свадьбы Вера Арсеньтевна уезжает учиться в Париж.
Баландин возвращается в Енисейск. В Енисейске Александр Алексеевич продал винокуренный завод отца, стал акционером общества «Драга». Баландину принадлежало 60 акций общества, которое одним из первых в Сибири начало добычу золота драгами.
В 1894 году Александр Алексеевич становится гласным городской думы и некоторое время занимает должность председателя Енисейской городской думы. Был членом Учётного комитета городского банка и почетным мировым судьей. Был членом губернского отделения Географического общества (в Красноярске), членом Вольно-экономического общества в Петербурге.
Три года был старостой Градо-Енисейской Богоявленской церкви.
В 1895 году в Енисейск приезжает из Парижа Вера Арсеньевна.
В 1897 году руководил всеобщей переписью населения в Маклаковской волости.
20 декабря 1898 года в семье Баландиных рождается сын Алексей — будущий академик.
В 1908 году Александр Алексеевич переезжает с семьёй в Москву, чтобы дать образование детям. Каждое лето семья проводит в Енисейске.
В 1912 году вместе с женой выступили учредителями Ачинско-Абаканской железной дороги.
Александр Алексеевич умер в Енисейске 27 августа 1919 года. Похоронен в ограде самого старого — Богоявленского собора в Енисейске. После похорон жена и дети переехали в Москву.

## Благотворительность
- Александр Алексеевич был председателем Совета обществ попечения начального образования в Енисейске, созданного в 1883 году. Пожертвовал обществу каменное здание и учредил для него капитал. Общество проводило народные чтения, открывало воскресные школы и т. д.;
- Был членом комиссии по строительству в Енисейске ночлежного дома, членом правления общества помощи бедным. Способствовал открытию в Енисейске дешёвой столовой и чайной. Первая в Енисейской губернии столовая для бедных открылась 27 декабря 1902 года;
- Впервые в Енисейске организовал частную книготорговлю;
- Способствовал открытию в Енисейске женской семиклассной гимназии. Вместе с женой преподавал в этой гимназии;
- Вместе с женой открыли частную библиотеку на 5000 томов. Библиотека открылась 12 апреля 1898 года;
- Вместе с женой выделили 50 тысяч рублей на строительство бесплатной народной читальни имени А. С. Баландина. Читальня открылась 6 августа 1898 года;
- Вместе с женой открыли бесплатные школы в Минусинске и Черногорске;
- Жертвовал деньги на народный университет в Томске;
- Платил стипендии выходцам из Енисейской губернии, учившимся в столичных вузах;
- Выделил около 100 тысяч рублей на издание капитального труда «Народное образование в России».